# Cerimonia di insediamento dei capitani reggenti
La cerimonia di insediamento dei capitani reggenti è una festa nazionale, a San Marino e si svolge il 1º aprile e il 1º ottobre.
Solo nel 1740 si è svolta il 5 febbraio e il 1º ottobre a causa dell'occupazione alberoniana (17 ottobre 1739 - 4 febbraio 1740). La Cerimonia di insediamento dei capitani reggenti, descritta nelle Leges Statutae Sancti Marini, si svolge da secoli con questo cerimoniale a San Marino città:
- ore 9:30 Schieramento dei corpi militari della Repubblica: banda militare, Compagnia uniformata delle milizie, Guardia del Consiglio Grande e Generale, Guardia di Rocca Compagnia di Artiglieria, Guardia di Rocca Nucleo Uniformato, Corpo della Gendarmeria e Polizia civile) in piazza della Libertà, davanti al palazzo pubblico, per procedere all'alzabandiera.
- ore 10:40 Arrivo al Palazzo Pubblico del corteo con i capitani reggenti eletti, partito da palazzo Valloni.
- ore 10:55 Dal palazzo pubblico parte il corteo con i capitani reggenti in carica ed i neo eletti, seguiti dalle alte cariche dello Stato (civili e militari) e dagli ospiti illustri, diretti alla basilica di San Marino, dove il vescovo di San Marino-Montefeltro officia la cerimonia religiosa.
- ore 11:30 Il corteo guidato dai capitani reggenti parte dalla basilica diretto al palazzo pubblico dove i capitani reggenti eletti, dopo l'orazione ufficiale, prestano il giuramento di rito e ricevono l'investitura, dai capitani reggenti uscenti, attraverso l'imposizione del collare di gran maestro dell'Ordine di San Marino.
- ore 12:45 Ammainabandiera in piazza della Libertà, tutti i corpi militari si ritirano e rientrano alle loro sedi.